# Lijst van 3FM Megahits in 1999
Deze hits waren in 1999 3FM Megahit op Radio 3FM:
| Nr. | Week    | Artiest                           | Titel                                          | Hoogste positie in de Mega Top 100 |
| --- | ------- | --------------------------------- | ---------------------------------------------- | ---------------------------------- |
| 305 | Week 1  | Hollis P. Monroe                  | I'm Lonely                                     | 36                                 |
| 306 | Week 2  | Skik                              | 't Giet zoas 't giet                           | 48                                 |
| 307 | Week 3  | Fatboy Slim                       | Praise You                                     | 46                                 |
| 308 | Week 4  | Chef                              | Chocolate Salty Balls                          | 8                                  |
| 309 | Week 5  | Timbaland, Missy Elliott & Magoo  | Here We Come                                   | 33                                 |
| 310 | Week 6  | Marilyn Manson                    | I Don't Like the Drugs (But the Drugs Like Me) | 83                                 |
| 311 | Week 7  | New Radicals                      | You Get What You Give                          | 22                                 |
| 312 | Week 8  | Postmen & Dignity                 | Renaissance                                    | 27                                 |
| 313 | Week 9  | Liquido                           | Narcotic                                       | 7                                  |
| 314 | Week 10 | TLC                               | No Scrubs                                      | 3                                  |
| 315 | Week 11 | Arthur Umbgrove                   | Contract                                       | 64                                 |
| 316 | Week 12 | Blackstreet, Janet, Eve & Ja Rule | Girlfriend/Boyfriend                           | 41                                 |
| 317 | Week 13 | Eminem                            | My Name Is                                     | 17                                 |
| 318 | Week 14 | Underworld                        | Push Upstairs                                  | 79                                 |
| 319 | Week 15 | Busta Rhymes & Janet              | What's It Gonna Be?!                           | 29                                 |
| 320 | Week 16 | The Offspring                     | Why Don't You Get a Job?                       | 6                                  |
| 321 | Week 17 | Basement Jaxx                     | Red Alert                                      | 41                                 |
| 322 | Week 18 | Sixpence None the Richer          | Kiss Me                                        | 27                                 |
| 323 | Week 19 | Guano Apes                        | Open Your Eyes                                 | 19                                 |
| 324 | Week 20 | Postmen                           | Crisis                                         | 38                                 |
| 325 | Week 21 | Supergrass                        | Pumping on Your Stereo                         | 70                                 |
| 326 | Week 22 | Phats & Small                     | Turn Around                                    | 10                                 |
| 327 | Week 23 | Shanks & Bigfoot                  | Sweet like Chocolate                           | 24                                 |
| 328 | Week 24 | Baz Luhrmann                      | Everybody's Free (To Wear Sunscreen)           | 26                                 |
| 329 | Week 25 | Billy The Kid                     | Loser                                          | 51                                 |
| 330 | Week 26 | De Poema's                        | Mijn houten hart                               | 4                                  |
| 331 | Week 27 | JT Money & Solé                   | Who Dat                                        | 72                                 |
| 332 | Week 28 | Macy Gray                         | Do Something                                   | 75                                 |
| 333 | Week 29 | Beth Hart                         | L.A. Song (Out of This Town)                   | 66                                 |
| 334 | Week 30 | Missy Elliott & MC Solaar         | All n My Grill                                 | 86                                 |
| 335 | Week 31 | Kane                              | Where Do I Go Now                              | 45                                 |
| 336 | Week 32 | Limp Bizkit                       | Nookie                                         | 36                                 |
| 337 | Week 33 | Moloko                            | Sing It Back                                   | 24                                 |
| 338 | Week 34 | Spookrijders                      | Klokkenluiders                                 | 30                                 |
| 339 | Week 35 | Blessid Union of Souls            | Hey Leonardo (She Likes Me for Me)             | 73                                 |
| 340 | Week 36 | Paul Johnson                      | Get Get Down                                   | 3                                  |
| 341 | Week 37 | Andreas Johnson                   | Glorious                                       | 51                                 |
| 342 | Week 38 | Lit                               | My Own Worst Enemy                             | 56                                 |
| 343 | Week 39 | Anouk                             | R U Kiddin' Me                                 | 3                                  |
| 344 | Week 40 | Junkie XL                         | Zerotonine                                     | 62                                 |
| 345 | Week 41 | Destiny's Child                   | Bug a Boo                                      | 6                                  |
| 346 | Week 42 | Travis                            | Why Does It Always Rain on Me?                 | 73                                 |
| 347 | Week 43 | Wyclef Jean & Bono                | New Day                                        | 28                                 |
| 348 | Week 44 | Foo Fighters                      | Learn to Fly                                   | 72                                 |
| 349 | Week 45 | Def Rhymz                         | Doekoe                                         | 2                                  |
| 350 | Week 46 | Creed                             | Higher                                         | 64                                 |
| 351 | Week 47 | Catie Curtis                      | What's the Matter                              | 84                                 |
| 352 | Week 48 | Kane                              | Damn Those Eyes                                | 30                                 |
| 353 | Week 49 | Macy Gray                         | I Try                                          | 60                                 |
| 354 | Week 50 | Masters at Work & India           | To Be in Love                                  | 61                                 |
| 355 | Week 51 | Stephen Simmonds & Lisa Nilsson   | Tears Never Dry                                | 22                                 |
| -   | Week 52 | Geen 3FM Megahit                  | Geen 3FM Megahit                               | Geen 3FM Megahit                   |

1993 · 
1994 ·
1995 · 
1996 ·
1997 ·
1998 ·
1999 ·
2000 ·
2001 ·
2002 ·
2003 ·
2004 ·
2005 ·
2006 ·
2007 ·
2008 ·
2009 ·
2010 ·
2011 ·
2012 ·
2013 ·
2014 ·
2015 ·
2016 ·
2017 ·
2018 ·
2019 ·
2020 ·
2021 ·
2022 ·
2023 ·
2024 ·
2025